# Atherinopsis californiensis
Atherinopsis californiensis е вид лъчеперка от семейство Atherinopsidae. Видът не е застрашен от изчезване.

## Разпространение и местообитание
Разпространен е в Мексико и САЩ.
Среща се на дълбочина от 1 до 9,2 m.

## Описание
На дължина достигат до 45 cm.
Продължителността им на живот е около 11 години.